# Twyla Tharp
Twyla Tharp (Portland, 1 de julio de 1941) es una coreógrafa, ex-bailarina y directora de danza estadounidense.
Bailó con la Paul Taylor Dance Company desde 1963 hasta 1965, que fue cuando formó su propia compañía de danza, iniciando a coreografiar ballets como Deuce Coupe en 1973, Push Comes to Shove (de autoría propia) en 1976, Baker's Dozen en 1979, Nine Sinatra Songs en 1982 y Fait Accompli en 1984.
En 1988 disolvió su compañía y se convirtió en coreógrafa del American Ballet Theatre ese mismo año. Ha trabajado también para el Teatro Broadway en obras como The Catalina Wheel en 1981 y en varias películas como Hair de 1979, Ragtime de 1981 y Amadeus de 1984.